# 무쿠리코쿠리
무쿠리코쿠리(むくりこくり)는 원나라의 일본 원정에서 유래되어 몽골과 고려를 지칭하는 일본 민속 어휘로, 주로 무서운 것을 가리킬 때 비유해서 쓰인다.

## 유래

원나라의 일본 원정 당시 공격을 받는 일본 사무라이

원나라의 일본 원정 당시 규슈를 침공한 몽골군과 고려군에 대한 공포에서 유래되어, 무서운 것을 가리키는 민속 어휘로 전래되었다. 이로부터 현대까지 일본에서는 우는 아이를 달랠 때 "무쿠리코쿠리 도깨비가 온다(むくりこくり、鬼来るぞ)"고 겁을 주는 것이 일종의 풍습으로 이어져 왔다.

## 기록
- 가마쿠라 시대 말기의 『사태미련서(沙汰未練書)』 : 「蒙古トハ異国ムクリノ事也」 라는 기사가 있다.
- 1325년(쇼추 2년) 3월자 『최승광원장원목록(最勝光院莊園目錄)』 : "「분에이 연중 무쿠리코쿠리(文永年中ムクリケイコ)」(경고(警固))에 임명됐다"는 용례가 있다.

## 사례
- 아오모리현의 한 마을에서는 여기에서 유래한 '못코 자장가(モッコの子守唄)'가 내려져 오고 있다.
- 이키섬에서는 '무쿠리코쿠리 인형(むくりこくり人形)'을 만든다.[2]
- 히로시마 원폭 투하 현장의 생존자들을 다룬 이부세 마스지(井伏鱒二)의 소설 《검은 비(黑い雨)》에서는 원폭 버섯 구름을 '무쿠리코쿠리의 구름(むくりこくりの雲)'이라고 표현하였다.[1]